# Dorndrel
Dorndrel (in der Literatur und in den Quellen auch Dorndrall, Dorndrael, Dorndrey oder Dornndrayl genannt) ist die Bezeichnung für einen frühneuzeitlichen Geschütztyp, dessen Erfindung Kaiser Maximilian I. (reg. 1493–1519) zugeschrieben wird. Sein Aussehen glich dem einer Kartaune, allerdings wies es ein kleineres Kaliber auf (Bohrungsdurchmesser 5–20 cm) und war auch wesentlich leichter. Als Geschosse wurden Eisenkugeln verwendet.
Angaben über diese Geschützart sind in der Sekundärliteratur sehr knapp. Fest steht, dass man zwischen großen und kleinen Dorndrel unterschied und dass das Geschütz sowohl im Feld als auch zur Armierung von Festungsanlagen verwendet werden konnte. Möglicherweise war es von Anfang an als eine Art Mittelding gedacht, das für beide Funktionen Verwendung finden sollte.